# 竹田 (竹田市)
竹田（たけた）は、大分県竹田市の地名または地域名。広義では竹田市全体を指すが、ここでは竹田市や奥豊後（豊肥地区）の中心市街地やその周辺に限定して記述する。

## 地域
現在の住所表記では概ね本町、魚町、上本町、新町、東本町、古町、下町、寺町、大字竹田、会々、片ヶ瀬、挾田、植木の範囲となる。
南東は祖峰地区の入田と豊後大野市緒方地区に、北は明治地区の高伏、岡本地区の三宅・枝、西は豊岡地区の飛田川、九州山地付近では屈指の人口がある玉来地区の拝田原・吉田に隣接する。

### 河川
- 稲葉川 - 当地の北東地域を流れ、大野川水系の支流。
- 玉来川

### 交通
- 鉄道
  - JR豊肥本線 豊後竹田駅
- 主要道路
  - 国道502号
  - 国道57号
  - 国道442号
  - 大分県道47号竹田直入線

## 教育
- 竹田市立
  - 竹田小学校
  - 竹田幼稚園
- 大分県立竹田高等学校
- 竹田南高等学校
- しらゆり幼稚園

## 寺社・旧跡・観光スポット・祭事・文化
- 広瀬神社
- 岡城跡
- 中川神社
- 愛染堂
- 挾田三日月岩
- 岡城さくら祭り
- 城下町七夕祭り
- 城下町花火大会
- 竹楽